# An Odd Freak
 (juillet 2025).
Pour plus de détails, voir Fiche technique et Distribution.
An Odd Freak est un film muet britannique de court métrage écrit et réalisé par George Loane Tucker d'après une œuvre de W.W. Jacobs, et sorti en 1916. Le film est produit par London Film Productions.

## Synopsis
Un marin vend son neveu à un forain en le prétendant comme étant un homme sauvage provenant de l'île de Bornéo afin qu'il le montre dans son attraction.

## Distribution
- Frank Stanmore : Sam Small
- Judd Green : Mr. Reddish